# Fußball-Landesliga Sachsen (Frauen)
Die Landesliga Frauen Sachsen ist die höchste Spielklasse auf dem Gebiet des Sächsischen Fußball-Verbandes. Seit Einführung der 2. Frauen-Bundesliga zur Saison 2004/05 stellt die Landesliga die vierthöchste Spielklasse im deutschen Ligensystem der Frauen dar.
Die Liga hat grundsätzlich eine Größe von zwölf Mannschaften, die jeweils in einem Heim- und Auswärtsspiel – aufgeteilt auf eine Hin- und Rückrunde – gegeneinander spielen. Der Meister ist berechtigt zur Teilnahme an den Aufstiegsspielen zur Regionalliga Nordost. Drei Mannschaften steigen in die Landesklassen ab; die Zahl kann sich erhöhen oder verringern abhängig davon, ob Mannschaften aus der Regionalliga absteigen oder aus den Landesklassen auf den Aufstieg verzichten.

## Teilnehmer der Saison 2025/26
In dieser Saison nehmen folgende Mannschaften teil:
- Bischofswerdaer FV (Absteiger aus der Regionalliga Nordost)
- Chemnitzer FC
- BSG Chemie Leipzig
- FC Erzgebirge Aue
- SSV Stötteritz
- DFC Westsachsen Zwickau
- SV Eiche Reichenbrand
- Roter Stern Leipzig
- 1. FFC Fortuna Dresden II
- SG Rotation Leipzig (Meister und Aufsteiger aus der Landesklasse Nord)
- SpVgg Dresden-Löbtau 1893 (Meister und Aufsteiger aus der Landesklasse Ost)
- 1. FFC Chemnitz (Drittplatzierter und Aufsteiger aus der Landesklasse Süd/West)

## Meister
Die folgenden Auflistungen enthalten alle Meister seit der erstmaligen Austragung zur Saison 1990/91.

### Liste der Meister
- 1991: Motor TuR Dresden-Übigau
- 1992: LTA Dresden
- 1993: Chemnitzer FC
- 1994: Post SV Leipzig
- 1995: Chemnitzer FC
- 1996: Post SV Leipzig
- 1997: SG Jößnitz
- 1998: Chemnitzer FC
- 1999: DFC Westsachsen Zwickau
- 2000: SG Jößnitz
- 2001: SG Jößnitz
- 2002: Chemnitzer FC
- 2003: VfB Leipzig
- 2004: SG Jößnitz
- 2005: 1. FFC Fortuna Dresden-Rähnitz
- 2006: 1. FFC Fortuna Dresden-Rähnitz
- 2007: 1. FC Lokomotive Leipzig II
- 2008: Leipziger FC 07
- 2009: 1. FFC Fortuna Dresden-Rähnitz
- 2010: 1. FC Lokomotive Leipzig II
- 2011: Chemnitzer FC
- 2012: SV Eintracht Leipzig-Süd
- 2013: SV Johannstadt 90
- 2014: SV Johannstadt 90
- 2015: SV Johannstadt 90
- 2016: FC Silesia Görlitz
- 2017: RB Leipzig
- 2018: SV Eintracht Leipzig-Süd
- 2019: FC Phoenix Leipzig
- 2020: kein Landesmeister (Saison abgebrochen)
- 2021: kein Landesmeister (Saison ohne Wertung)
- 2022: 1. FFC Fortuna Dresden
- 2023: 1. FFC Fortuna Dresden
- 2024: BSG Chemie Leipzig
- 2025: SV Eintracht Leipzig-Süd

### Rekordsieger
| Platz | Verein                   | Titel | Jahre                                  |
| ----- | ------------------------ | ----- | -------------------------------------- |
| 1.    | 1. FFC Fortuna Dresden   | 6     | 1992 (a), 2005, 2006, 2009, 2022, 2023 |
| 2.    | Chemnitzer FC            | 4     | 1993, 1998, 2002, 2011                 |
| 2.    | SG Jößnitz               | 4     | 1997, 2000, 2001, 2004                 |
| 4.    | SV Johannstadt 90        | 3     | 2013, 2014, 2015                       |
| 4.    | SV Eintracht Leipzig-Süd | 3     | 2012, 2018, 2025                       |
| 6.    | Post SV Leipzig          | 2     | 1994, 1996                             |
| 6.    | 1. FC Lokomotive Leipzig | 2     | 2007 (b), 2010 (b)                     |
| 8.    | Motor TuR Dresden-Übigau | 1     | 1991                                   |
| 8.    | VfB Leipzig              | 1     | 2003                                   |
| 8.    | Leipziger FC 07          | 1     | 2008                                   |
| 8.    | FC Silesia Görlitz       | 1     | 2016                                   |
| 8.    | RB Leipzig               | 1     | 2017                                   |
| 8.    | FC Phoenix Leipzig       | 1     | 2019                                   |
| 8.    | BSG Chemie Leipzig       | 1     | 2024                                   |